# Revolta em Chiapas em 1994
O Levante Zapatista ou Revolta de Chiapas foi uma rebelião iniciada em 1 de Janeiro de 1994 no estado mexicano de Chiapas.  O levante, liderado pelo Exército Zapatista de Libertação Nacional, durou 12 dias e teve repercussão internacional, devido às suas demandas por justiça e defesa dos direitos dos povos indígenas e dos pobres do México.

## Revolta
A ação militar em janeiro de 1994 coincidiu com a entrada em vigor do Nafta assinado pelo México, Estados Unidos e Canadá.
Muito antes da insurreição armada em Chiapas, os militares mexicanos estavam cientes do crescente descontentamento político na região. No entanto, eles optaram por esconder esta informação, a fim de garantir a aprovação do Tratado Norte-Americano de Livre Comércio (NAFTA) com o Canadá, México e Estados Unidos. Não foi uma coincidência que a revolta camponesa, liderada pelo Exército Zapatista de Libertação Nacional, ocorreu no mesmo dia em que o NAFTA foi assinado e implementado. O NAFTA invocou ressentimentos entre camponeses e membros do exército de guerrilha. Eles temiam serem deslocados, já que os grandes proprietários de terras seriam obrigados a competir com os melhores produtores agrícolas dos EUA e Canadá. A revolta armada, assim, surgiu como uma batalha pela propriedade, justiça e tradição. O Subcomandante Marcos, líder insurgente do exército de guerrilha Zapatista, se refere ao NAFTA como a "sentença de morte" para os pobres mexicanos As desigualdades sociais existentes em Chiapas, dessa forma, são uma das causas para o conflito.
A revolta iniciou-se com a tomada de San Cristóbal de las Casas e várias outras cidades (Ocosingo, Las Margaritas, Altamirano e Comitan). Os zapatistas declararam oficialmente guerra contra o Governo do México e anunciaram seus planos para ir para a capital. Em Las Margaritas morre nas primeiras horas de primeiro de janeiro, o Subcomandante Pedro, que era então Chefe de Gabinete e Segundo no comando do EZLN. Em 2 de janeiro de 1994, durante a Batalha de Ocosingo, assim como o Comandante Hugo, morre o "Senhor Ik" nos ataques contra o Exército Federal nessa área. Nos combates, o EZLN tomam como prisioneiro de guerra o ex-governador de Chiapas, General Absalón Castellanos Domínguez. As hostilidades continuam ao sul de San Cristobal e perto da sede de Rancho Nuevo. O bispo Samuel Ruiz emite um comunicado pedindo trégua e suspensão das hostilidades.
Após vários dias de combates, o presidente Carlos Salinas de Gortari, então em seu último ano de mandato, ofereceu negociações de cessar-fogo com os rebeldes, cujo porta-voz foi Subcomandante Marcos.
Geograficamente, esta insurreição contra o governo afetou apenas áreas remotas de Chiapas, localizada na selva. Cerca de 70.000 pessoas habitam esta área isolada, vivendo dentro de suas pequenas comunidades e dioceses. A população de Chiapas é composta principalmente de índios maias, divididos em vários grupos indígenas. Os nativos também formaram grupos que não estão de acordo com os princípios zapatistas, existem grupos poderosos que incluem muitos adeptos, mas são pouco conhecidos no estrangeiro e não estão na linha política da anti-globalização. Os grupos mais radicais como o EPR (Exército Popular Revolucionário) - está muito pouco presente em Chiapas e opera principalmente nos estados vizinhos de Oaxaca e Guerrero - denunciaram o pacifismo do EZLN e realizam atividades de guerrilha desde 1996, atacando recentemente (em finais de Julho de 2007) uma prisão em Chiapas.
A partir de fevereiro de 1995, tropas mexicanas ainda estavam em Chiapas para manter uma paz forçada. Sob o então governo do Presidente Ernesto Zedillo, a prisão dos líderes rebeldes foi ordenada (9 de fevereiro de 1995). Seis dias depois, o presidente Zedillo restabeleceu sua disposição de negociar